# قرخ بلاغ (تشالدران)
قرخ‌ بلاغ (بالفارسية: قرخ‌بلاغ) هي قرية تقع في قسم ببه‌جيك (مقاطعة تشالدران) في إيران. يقدر عدد سكانها بـ 231 نسمة .